# Lycée Edgar Poe
O Lycée Edgar Poe é uma escola secundária privada francesa, situada no 2, rue du Faubourg-Poissonnière, no 10º arrondissement de Paris. O seu nome vem do escritor americano Edgar Allan Poe (1809-1849).
O seu lema no website da escola é "L'intérêt pour l'élève développe l'intérêt de l'élève".
Em 2018, foi inaugurado um segundo local na rue Bossuet 12, também no 10º arrondissement, servido pelas estações de metro de Bonne Nouvelle e Poissonnière, respectivamente.

## História
O Cours Edgar Poe foi criado em 1965 por Jean-Charles Sebaoun, que o dirigiu durante mais de 30 anos.
A escola obteve o seu contrato de parceria com o Estado a 26 de Fevereiro de 1980 e tornou-se o Liceu Edgar Poe.
Em Setembro de 1997, Christian e Évelyne Clinet, professores de Matemática e Física-Química em Edgar Poe durante mais de 20 anos, assumiram a direcção da escola após a reforma de Jean-Charles Sebaoun.
No início do ano académico de 2018, Mara Cornet, professora de italiano e História da Arte, assumiu a direcção da escola, assistida por Christophe Delfils, professor de inglês e director-adjunto. Ambos ensinam em Edgar Poe há mais de 20 anos.
Christian e Évelyne Clinet foram nomeados Presidentes Honorários da escola.

## Alunos famosos
- Olivier Caudron (nascido em 1955), cantor.
- François Ravard (nascido em 1957), produtor francês de discos e filmes.

## Ligação externa
- Página oficial